# Tramwaje w Nogińsku

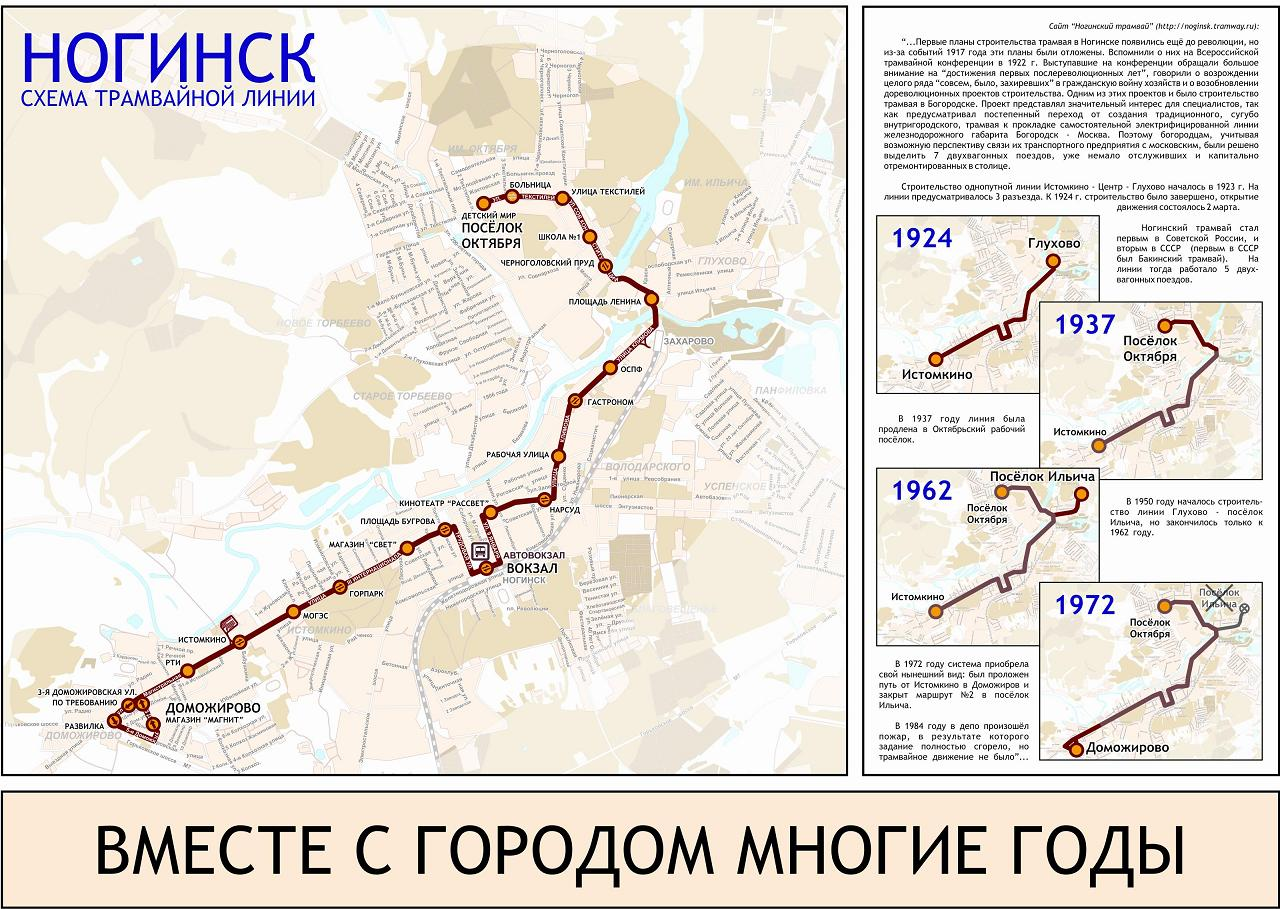
Schemat linii tramwajowej

Tramwaje w Nogińsku – system komunikacji tramwajowej w rosyjskim mieście Nogińsk.

## Historia
Pierwsze plany budowy tramwaju powstały jeszcze przed rewolucją październikową. Budowa linii tramwajowej Истомкино (Istomkino) – Глухово (Gluchovo) rozpoczęła się w 1923. Tramwaje w Nogińsku uruchomiono 2 marca 1924 jako elektryczne, szerokość toru wynosi 1524 mm. W 1937 linie przedłużono z Глухово (Gluchovo) do Октябрьский посёлок (Posjolok Oktabra). W 1950 rozpoczęto budowę odgałęzienia od istniejącej linii do Ильича (Iljicza) którego budowę zakończono w 1962. Odcinek ten zlikwidowano w 1972. W 1984 w zajezdni wybuchł pożar. 1 kwietnia 2011 wstrzymano ruch tramwajów. Kursowania tramwajów mimo licznych deklaracji nie wznowiono, jednakże torowiska i sieć trakcyjna pozostała nie zdemontowana.

## Linia
Trasa tramwaju w całości jest jednotorowa z 8 mijankami (niektóre są nieużywane). Trasa zakończona jest pętlami.

## Tabor
Pierwszymi wagonami eksploatowanymi w Nogińsku były wagony MAN w ilości 20 sztuk (10 wagonów silnikowych i 10 doczepnych). Następnymi wagonami był typ X/M (8 wagonów silnikowych, 3 doczepne). eksploatowano je w latach 1934–1964. W latach 1938–1969 były eksploatowane wagony typu F. W latach 1969–1980 eksploatowano tramwaje typu MTV-82.Od 1978 rozpoczęto dostawy wagonów RVZ-6. Łącznie do Nogińska dostarczono ich 30 sztuk. Ostatni wagon RVZ-6 wycofano z ruchu w 2003. W 1993 do Nogińska dostarczono dwa tramwaje KTM-8K. Wycofano je z ruchu w 2010. Obecnie jedynym eksploatowanym typem tramwajów są wagony KTM-8KM dostarczane od 1995 do 1997 w liczbie 6 sztuk (1, 2, 4, 5, 11, 36). Oprócz wagonów liniowych są też 3 wagony techniczne:
- GS-4 nr 4 pług odśnieżny do 2008 był jeszcze drugi o nr 3 w 2010 wrak znajdował się na terenie zajezdni
- VTK-01 nr 5 pług odśnieżny
- MTV-82 bez nr platforma